# Квартник
Ква́ртник (лат. quarta,  quartensis, пол. kwartnik) — польская серебряная монета XIV века.

## Общие сведения
Квартником называли польскую серебряную монету номиналом 1/4 польского скойца (пол. skojec), 1/6 гроша или 1/96 серебряной гривны. Последняя в XIV веке весила примерно 200 граммов, то есть, квартник соответствовал чуть более чем двум граммам серебра.

## Чеканка монеты в Польше
Чеканка началось при Казимире Великом в 1337—1338 годах, а продолжалось до 1403 года. В конце XIV века за квартник давали 3 денария, поэтому его стали называть третьяк, или тернар. В тогдашней Польше квартник вместе с полугрошем был доминирующей монетой.

## Чеканка монеты во Львове
Квартники также чеканились во Львове, примерно с 1379 года, после перехода Галицко-Волынского княжества под власть Польши в 1340 году. На них изображался герб Галицких земель и латинская надпись MONETA DOI RVSCIE R («монета Руси»).